# Muhai Tang
Muhai Tang, född 10 juli 1949 i Shanghai, är en kinesisk dirigent.
År 1983 fick Tang diplom i komposition och dirigering vid Münchener Musikhochschule och gjorde därpå en framgångsrik internationell karriär. Åren 1985–1995 var han chefsdirigent för Beijings filharmoniker, 1990 dirigent för Queensland Symphony Orchestra och 1991–1995 dirigent för Kungliga filharmonikerna i Amsterdam. Från 2001 är han ledare för den kinesiska nationalorkestern och var 2003–2006 chefsdirigent vid Finlands nationalopera.